# Morti nel 2011/Dicembre
| Questa pagina contiene informazioni ricavate automaticamente dalle voci biografiche con l'ausilio del template Bio e di un bot. L'aggiornamento è periodico e automatico e ricostruisce completamente la pagina. Se manca una persona in questa lista, sei pregato di non aggiungerla, ma accertati piuttosto che la sua voce biografica contenga il template Bio e che i dati anagrafici siano correttamente compilati. Se il template Bio manca, inseriscilo tu stesso o, in alternativa, metti l'avviso {{tmp\|Bio}} che ne segnala la mancanza. Se i dati riportati sono sbagliati, correggi direttamente la voce biografica; le modifiche saranno visibili in questa lista entro pochi giorni. Per chiarimenti vedi il progetto biografie. La lista contiene solo le 155 persone che sono citate nell'enciclopedia e per le quali è stato implementato correttamente il template Bio. Pagina aggiornata al 26 giu 2025. |

- 1º dicembre - Shingo Araki, animatore e character designer giapponese (n. 1939)
- 1º dicembre - Ragnhild Hveger, nuotatrice danese (n. 1920)
- 1º dicembre - Ettore Loizzo, ingegnere elettrotecnico italiano (n. 1927)
- 1º dicembre - Bill McKinney, attore statunitense (n. 1931)
- 1º dicembre - Andrzej Nowicki, filosofo polacco (n. 1919)
- 1º dicembre - Hippolyte Van den Bosch, allenatore di calcio e calciatore belga (n. 1926)
- 1º dicembre - Dick Wehr, cestista e allenatore di pallacanestro statunitense (n. 1925)
- 1º dicembre - Christa Wolf, scrittrice tedesca (n. 1929)
- 2 dicembre - Bruno Bianchi, disegnatore e animatore francese (n. 1955)
- 2 dicembre - Pavle Jurina, pallamanista e allenatore di pallamano croato (n. 1955)
- 2 dicembre - Christopher Logue, poeta inglese (n. 1926)
- 2 dicembre - Simon Lévy, attivista, linguista e antropologo marocchino (n. 1934)
- 2 dicembre - Artur Quaresma, allenatore di calcio e calciatore portoghese (n. 1917)
- 2 dicembre - Giuseppe Spezzani, calciatore italiano (n. 1930)
- 2 dicembre - Bill Tapia, musicista statunitense (n. 1908)
- 4 dicembre - Dev Anand, attore e regista indiano (n. 1923)
- 4 dicembre - Mary Ellen Avery, pediatra statunitense (n. 1927)
- 4 dicembre - Antonio Barone, fisico italiano (n. 1939)
- 4 dicembre - Marion Dougherty, casting director statunitense (n. 1923)
- 4 dicembre - Matti Yrjänä Joensuu, scrittore finlandese (n. 1948)
- 4 dicembre - Sonia Pierre, avvocatessa e attivista dominicana (n. 1963)
- 4 dicembre - Sócrates, calciatore brasiliano (n. 1954)
- 4 dicembre - Hubert Sumlin, chitarrista e cantante statunitense (n. 1931)
- 4 dicembre - Yngrid de Brito Cabral, cestista brasiliana (n. 1975)
- 5 dicembre - Michel Descombey, ballerino, coreografo e direttore artistico francese (n. 1930)
- 5 dicembre - Peter Gethin, pilota automobilistico britannico (n. 1940)
- 5 dicembre - Gennadij Logofet, allenatore di calcio e calciatore sovietico (n. 1942)
- 5 dicembre - Violetta Villas, cantante polacca (n. 1938)
- 5 dicembre - Jos van der Vleuten, ciclista su strada e ciclocrossista olandese (n. 1943)
- 6 dicembre - Giancarlo Badessi, attore italiano (n. 1928)
- 6 dicembre - Leda Colombini, politica, attivista e sindacalista italiana (n. 1929)
- 6 dicembre - Brent Darby, cestista statunitense (n. 1981)
- 6 dicembre - Dobie Gray, cantante e cantautore statunitense (n. 1940)
- 6 dicembre - Paul Ramírez, calciatore venezuelano (n. 1986)
- 7 dicembre - Carlo Forcella, politico italiano (n. 1923)
- 7 dicembre - Harry Morgan, attore e regista statunitense (n. 1915)
- 7 dicembre - Jerry Robinson, fumettista statunitense (n. 1922)
- 7 dicembre - Tonny Albert Springer, matematico tedesco (n. 1926)
- 7 dicembre - Francesco Zuddas, politico italiano (n. 1946)
- 8 dicembre - Gilbert Adair, scrittore, critico cinematografico e giornalista britannico (n. 1944)
- 8 dicembre - Zelman Cowen, giurista e politico australiano (n. 1919)
- 8 dicembre - Vinko Cuzzi, calciatore jugoslavo (n. 1940)
- 8 dicembre - Giorgio Mariani, calciatore italiano (n. 1946)
- 8 dicembre - Arturo Pacini, politico italiano (n. 1925)
- 9 dicembre - Furio Diaz, storico e politico italiano (n. 1916)
- 9 dicembre - Lionetto Fabbri, regista italiano (n. 1924)
- 9 dicembre - Maria Magnani Noya, politica italiana (n. 1931)
- 9 dicembre - Hans Maršálek, partigiano austriaco (n. 1914)
- 9 dicembre - Len Phillips, calciatore inglese (n. 1922)
- 10 dicembre - Jolanda Rossin, cantante italiana (n. 1940)
- 10 dicembre - Ernst Specker, matematico svizzero (n. 1920)
- 11 dicembre - John Patrick Foley, cardinale e arcivescovo cattolico statunitense (n. 1935)
- 11 dicembre - Savannah Gold, attrice pornografica britannica (n. 1984)
- 11 dicembre - Erasmo Marrè, partigiano italiano (n. 1920)
- 11 dicembre - Lola Müthel, attrice tedesca (n. 1919)
- 11 dicembre - Conrad Rooks, regista, sceneggiatore e attore statunitense (n. 1934)
- 11 dicembre - Anita Simonis, ginnasta statunitense (n. 1926)
- 12 dicembre - Filippo Albertoni, pittore e litografo italiano (n. 1930)
- 12 dicembre - Sunday Bada, velocista nigeriano (n. 1969)
- 12 dicembre - Pio Galli, sindacalista italiano (n. 1926)
- 12 dicembre - John Gardner, compositore britannico (n. 1917)
- 12 dicembre - Heinrich Lohrer, hockeista su ghiaccio svizzero (n. 1918)
- 12 dicembre - Alberto de Mendoza, attore argentino (n. 1923)
- 12 dicembre - Mălina Olinescu, cantante rumena (n. 1974)
- 13 dicembre - Anthony Amato, direttore teatrale e produttore teatrale statunitense (n. 1920)
- 13 dicembre - Karl-Heinrich von Groddeck, canottiere tedesco (n. 1936)
- 13 dicembre - Russell Hoban, scrittore statunitense (n. 1925)
- 13 dicembre - Park Tae-joon, politico, militare e imprenditore sudcoreano (n. 1927)
- 13 dicembre - Carlo Peroni, fumettista italiano (n. 1929)
- 13 dicembre - Klaus-Dieter Sieloff, calciatore tedesco (n. 1942)
- 14 dicembre - Luigi Carpaneda, schermidore italiano (n. 1925)
- 14 dicembre - Paul-Emile Deiber, attore e doppiatore francese (n. 1925)
- 14 dicembre - Pedro Febles, calciatore e allenatore di calcio venezuelano (n. 1958)
- 14 dicembre - Joe Simon, fumettista statunitense (n. 1913)
- 14 dicembre - Billie Jo Spears, cantante statunitense (n. 1938)
- 15 dicembre - Graham Booth, imprenditore e politico britannico (n. 1940)
- 15 dicembre - Bob Brookmeyer, trombonista, compositore e pianista statunitense (n. 1929)
- 15 dicembre - Mario Campi, architetto svizzero (n. 1936)
- 15 dicembre - Walter Giller, attore tedesco (n. 1927)
- 15 dicembre - Christopher Hitchens, giornalista, saggista e critico letterario britannico (n. 1949)
- 15 dicembre - Guy Ignolin, ciclista su strada francese (n. 1936)
- 15 dicembre - Chadžimurad Kamalov, giornalista russo (n. 1965)
- 15 dicembre - James Quigley, politico statunitense (n. 1918)
- 16 dicembre - Ulf Aas, illustratore norvegese (n. 1919)
- 16 dicembre - Antonio Corriga, pittore italiano (n. 1923)
- 16 dicembre - Robert Easton, attore statunitense (n. 1930)
- 16 dicembre - Dan Frazer, attore statunitense (n. 1921)
- 16 dicembre - Wicky Hassan, stilista e imprenditore libico (n. 1955)
- 16 dicembre - Elton McGriff, cestista statunitense (n. 1942)
- 16 dicembre - Mike Spack, cestista canadese (n. 1922)
- 16 dicembre - Nicol Williamson, attore britannico (n. 1936)
- 17 dicembre - Eva Ekvall, modella e conduttrice televisiva venezuelana (n. 1983)
- 17 dicembre - Cesária Évora, cantante capoverdiana (n. 1941)
- 17 dicembre - Enrico Jacchia, scrittore, giornalista e politico italiano (n. 1923)
- 17 dicembre - Kim Jong-il, politico nordcoreano
- 17 dicembre - Mario Mannucci, copilota di rally italiano (n. 1932)
- 17 dicembre - Ronnie Smith, cestista statunitense (n. 1962)
- 18 dicembre - Doe Avedon, attrice statunitense (n. 1925)
- 18 dicembre - Roger Buchika, sciatore alpino statunitense (n. 1944)
- 18 dicembre - Giovanna Cattaneo Incisa, politica italiana (n. 1942)
- 18 dicembre - Václav Havel, politico, drammaturgo e saggista ceco (n. 1936)
- 18 dicembre - Ralph MacDonald, percussionista, arrangiatore e produttore discografico statunitense (n. 1944)
- 18 dicembre - Don Sharp, regista, sceneggiatore e produttore cinematografico britannico (n. 1922)
- 18 dicembre - Marijan Žužej, pallanuotista jugoslavo (n. 1934)
- 19 dicembre - Miklós Boskovits, storico dell'arte ungherese (n. 1935)
- 19 dicembre - Galliano Fogar, storico e partigiano italiano (n. 1921)
- 19 dicembre - Luciano Magistrelli, calciatore e allenatore di calcio italiano (n. 1938)
- 19 dicembre - Héctor Núñez, allenatore di calcio e calciatore uruguaiano (n. 1936)
- 19 dicembre - Lilija Vasil'čenko, fondista sovietica (n. 1962)
- 20 dicembre - Yoshimitsu Morita, regista e sceneggiatore giapponese (n. 1950)
- 20 dicembre - Velimir Naumović, calciatore jugoslavo (n. 1936)
- 21 dicembre - Giovanni Carnevali, calciatore e allenatore di calcio italiano (n. 1947)
- 21 dicembre - Giovanni Maria D'Erme, iranista italiano (n. 1935)
- 21 dicembre - Olavi Rokka, pentatleta finlandese (n. 1925)
- 21 dicembre - Evgenij Rudakov, calciatore sovietico (n. 1942)
- 21 dicembre - Roberto Szidon, pianista brasiliano (n. 1941)
- 21 dicembre - Marja Ilmatar Väisälä, astronoma e insegnante finlandese (n. 1916)
- 22 dicembre - Giovanni Maria Accame, critico d'arte, storico dell'arte e docente italiano (n. 1941)
- 22 dicembre - Per Gunnar Berlin, lottatore svedese (n. 1921)
- 22 dicembre - María Pastorino, cestista argentina (n. 1934)
- 22 dicembre - Giorgio Zanniboni, politico italiano (n. 1935)
- 23 dicembre - Denise Darcel, attrice e cantante francese (n. 1924)
- 23 dicembre - Alfredo Dibona, fondista italiano (n. 1936)
- 23 dicembre - Cees van Dongen, pilota motociclistico olandese (n. 1932)
- 24 dicembre - Sergio Buso, calciatore e allenatore di calcio italiano (n. 1950)
- 24 dicembre - Vitalij Valer'evič Ceškovskij, scacchista russo (n. 1944)
- 24 dicembre - Johannes Heesters, attore e cantante olandese (n. 1903)
- 25 dicembre - Giorgio Bocca, scrittore, giornalista e partigiano italiano (n. 1920)
- 25 dicembre - Habib Galhia, pugile tunisino (n. 1941)
- 25 dicembre - Augusto Ranocchi, artista italiano (n. 1931)
- 25 dicembre - George Robb, calciatore inglese (n. 1926)
- 26 dicembre - Aldo Bello, giornalista, scrittore e poeta italiano (n. 1937)
- 26 dicembre - Kiyonori Kikutake, architetto giapponese (n. 1928)
- 26 dicembre - Antonio Marzotto Caotorta, politico italiano (n. 1917)
- 26 dicembre - Raymundo Carvalho dos Santos, cestista brasiliano (n. 1923)
- 26 dicembre - Sam Rivers, sassofonista, polistrumentista e compositore statunitense (n. 1923)
- 26 dicembre - James Rizzi, artista statunitense (n. 1950)
- 27 dicembre - Mario Camicia, giornalista e telecronista sportivo italiano (n. 1941)
- 27 dicembre - Catê, calciatore brasiliano (n. 1973)
- 27 dicembre - Clifford Darling, politico bahamense (n. 1928)
- 27 dicembre - Michael Dummett, filosofo inglese (n. 1925)
- 27 dicembre - Helen Frankenthaler, pittrice statunitense (n. 1928)
- 27 dicembre - Hank O'Keeffe, cestista statunitense (n. 1923)
- 27 dicembre - Julia Sampson, tennista statunitense (n. 1934)
- 27 dicembre - Martino Scarafile, vescovo cattolico italiano (n. 1927)
- 28 dicembre - Charlotte Kerr, attrice, regista e sceneggiatrice tedesca (n. 1927)
- 29 dicembre - Ron Howells, calciatore gallese (n. 1927)
- 29 dicembre - Maria Eletta Martini, politica e insegnante italiana (n. 1922)
- 29 dicembre - Henri Puppo, ciclista su strada italiano (n. 1913)
- 30 dicembre - Roberto Cassola, politico italiano (n. 1941)
- 30 dicembre - Ricardo Legorreta Vilchis, architetto messicano (n. 1931)
- 30 dicembre - Mirko Tremaglia, politico italiano (n. 1926)
- 31 dicembre - Adalbert Kaubek, calciatore austriaco (n. 1926)
- 31 dicembre - Glenn Lord, editore e curatore editoriale statunitense (n. 1931)
- 31 dicembre - Luigi Maria Verzé, presbitero e imprenditore italiano (n. 1920)